# Yezoceryx scutellaris
Yezoceryx scutellaris är en stekelart som beskrevs av Tohru Uchida 1928. Yezoceryx scutellaris ingår i släktet Yezoceryx och familjen brokparasitsteklar. Inga underarter finns listade i Catalogue of Life.